# Kurze Trompete
Die kurze Trompete (auch Katzenpfote) wird z. B. angewandt, um ein Seil rutschsicher in einen Lasthaken einzuhängen.

## Anwendung
Ist, da er sich nicht zuzieht, für die Menschenrettung zulässig.

## Knüpfen
Die zwei Augen eines Ankerstichs werden mehrfach gegenläufig verdreht.

## Alternativen
- Ankerstich
- Hakenschlag

## Abwandlungen
- Unverdreht heißt der Knoten Ankerstich.